# Linum jimenezii
Linum jimenezii — вид рослин з роду льон (Linum), ендемік Іспанії.

## Поширення
Ендемік Іспанії.